# Аштаварана
Ашта-аварана, Аштаварана (санскр. अष्तावरण, IAST: aṣṭāvāraṇa, «восемь защит» или «восемь покрытий») — в шиваитском богословии, в основном в Лингаяте и (частично) в Кашмирском шиваизме, восемь средств, добродетелей или правил, помогающих практикующему в духовном росте и достижению Мокши и/или окончательного слияния с Шивой.
Аштааварана описывается как:
| 1. | Гуру               | Повиновение Гуру. |
| 2. | Линга              | Ежедневное поклоние Линге. |
| 3. | Джангам            | Почитать джангама, душу, посвятившую себя служению Шиве и близкую к совершенству. |
| 4. | Вибхути или Бхасма | Наносить священный пепел на определенные участки тела. |
| 5. | Рудракша           | Носить рудракшу. |
| 6. | Падодака           | Выпивать небольшое количество воды, которая использовалась для омывания и почитания ног Гуру или джангама, или воды, которая была возлита на Лингу.                                               |
| 7. | Прасада            | Предложение Линге, Гуру или джангаму еды (найведьи) и причащение тем, что осталось; или же это еда или фрукты, к которым прикоснулся и которые, соответственно, были освящены Гуру или джангамом. |
| 8. | Мантра             | Повторение Панчакшара-мантры с размышлением о Господе. |

Особенно важны первые три — Гуру, Линга, джангама — они три аспекта Шивы. Шиваит должен отказаться от всего в их пользу и поклоняться им: этим он заслужит Божественную милость и отождествится с ними. Если же Гуру или джангама не доступны для поклонения, то преданный должен поклоняться Линге, обращаясь к аспектам Гуру и джангама, представленным в Линге, ибо Линга включает в себя три составляющих - и Гуру и Лингу и джангама.